# Myrmoxenus gordiagini
Myrmoxenus gordiagini је инсект из реда Hymenoptera и фамилије Formicidae. 

## Угроженост
Ова врста се сматра рањивом у погледу угрожености врсте од изумирања.

## Распрострањење
Врста је присутна у Русији и Хрватској.

## Станиште
Врста Myrmoxenus gordiagini има станиште на копну.